# La Chapelle-Gaceline
La Chapelle-Gaceline (Ar Chapel-Wagelin in commune ở tỉnh Morbihan trong vùng Bretagne tây bắc Pháp. Xã này có diện tích 7,79 km², dân số năm 1999 là 502 người. Khu vực này có độ cao từ 5-52 mét trên mực nước biển.
Cư dân của La Chapelle-Gaceline danh xưng trong tiếng Pháp là Gaceliniens.